# Sandåns lövskog
Sandåns lövskog är ett naturreservat i Säffle kommun i Värmlands län.
Området är naturskyddat sedan 2013 och är 21,5 hektar stort. Reservatet omfattar två olika sträckor av sydöstra stranden av Sandånaflagan (Byälven) och ett område inåt land utmed en bäck i söder. Reservatet består av lövskogar som är en lokal för vitryggad hackspett. 